# Juan Rojas Carvacho
Juan Daniel Rojas Carvacho (7 agosto 1957) è un ex calciatore cileno, di ruolo centrocampista.

## Carriera

### Club
Ha militato in patria nel Colo-Colo e in Messico nell'Atlético Potosino.

### Nazionale
Con la Nazionale cilena ha partecipato alla Copa América 1983.